# Орудийные площадки ТАУТ (КиУР)

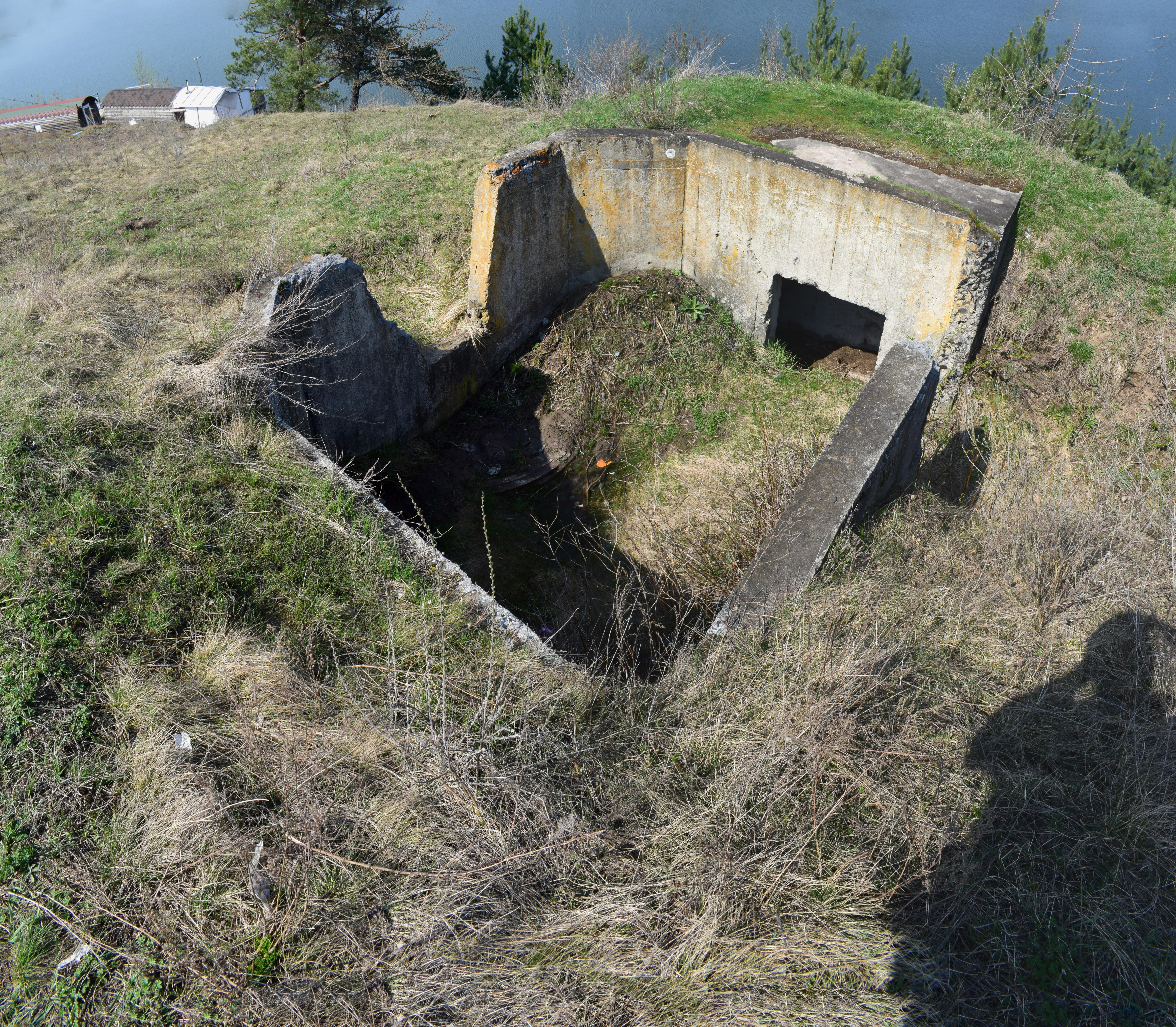
ТАУТ № 207 близ села Юровка. Вид сзади слева, виден вход в боковой погребок и вырез на напольной стене для ствола орудия.

Орудийные площадки ТАУТ — открытые артиллерийские долговременные огневые точки, входившие в первую линию обороны Киевского укрепрайона.

## Описание
Точное растолкование аббревиатуры ТАУТ неизвестно. Исследователи не исключают, что это «Тумбовая Артиллерийская Установка (Тяжелая)». Всего подобных сооружений в КиУР числилось 21 единица. Но сохранились они далеко не в полном количестве. Некоторые уничтожены в послевоенное время в ходе сельскохозяйственных работ или же во время застройки окраин Киева.
Мотивом постройки ТАУТ была необходимость иметь в укрепрайоне свою штатную артиллерию на наиболее опасных направлениях. Все известные на данный момент точки типа ТАУТ расположены на наиболее танкоопасном направлении - на западном фасе Киевского укрепрайона в районе сёл Вита-Почтовая - Житомирское шоссе. В то же время артиллерия войск полевого заполнения на открытых позициях могла бы быть подавлена массированным огнём противника.

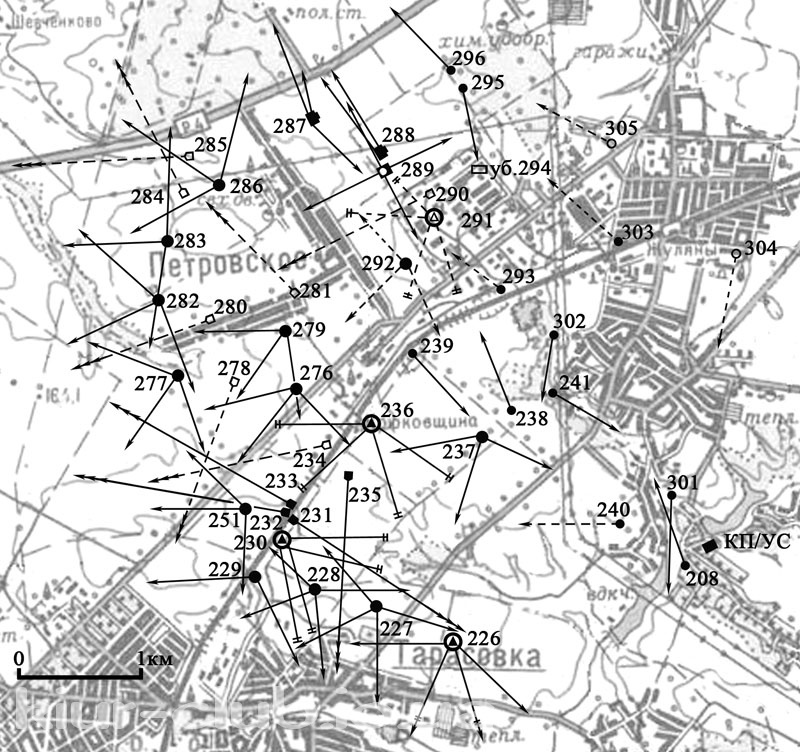
ТАУТ № 231, 232, 233, 234, 235, 278, 280, 281, 284, 285, 290 в системе обороны близ сёл Тарасовка и Святопетровское (КиУР).

ТАУТ представлял собой малозаметную, вкопанную в землю открытую прямоугольную площадку из бетона с 2 боковыми закрытыми погребами для снарядов. В напольной стене имелся вырез для орудия. Ширина собственно орудийной площадки составляла 4 м., а длина - 3,2 м., высота от пола до верхнего среза стены - до 1,75 м. Стены имели толщину порядка 15 см. Ширина погребка равнялась около 100 см, длина - около 220 см. Высота входного проёма в погребок - 110 см. В двух точках ТАУТ имелось противоосколочное бетонное перекрытие. а во всех других устанавливалось перекрытие из бревен. В сооружении устанавливалась 76-мм пушка образца 1900 года на капонирном лафете Дурляхера образца 1902 года. В период строительства КиУР, в конце 1920-х - начале 1930-х годов, в Красной армии не имелось на вооружении современной казематной артиллерийской установки. Поэтому выбор остановился на вооружении времён Первой мировой войны. Гарнизон точки размещался в близлежащих блиндажах.

## Галерея

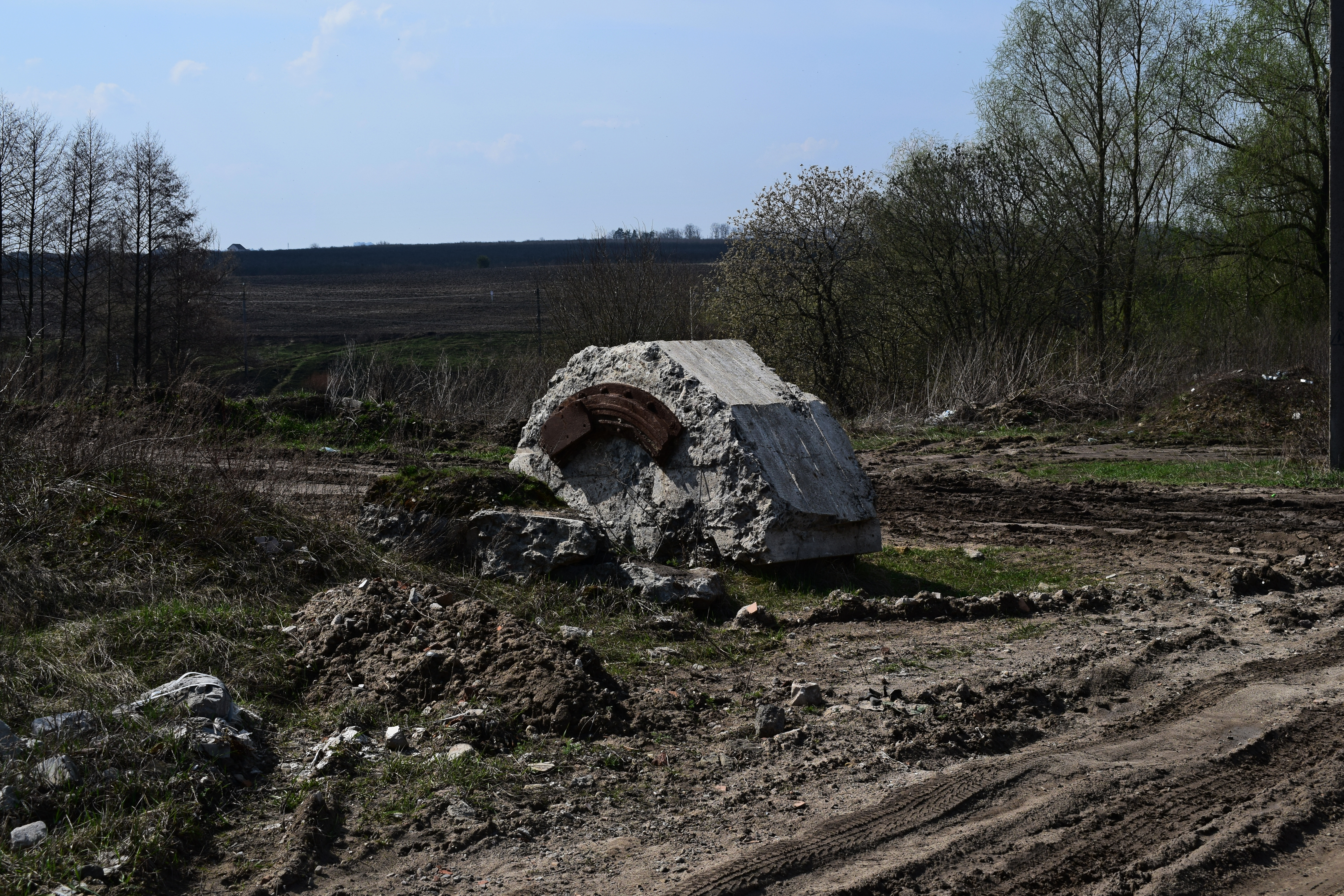
ТАУТ №206
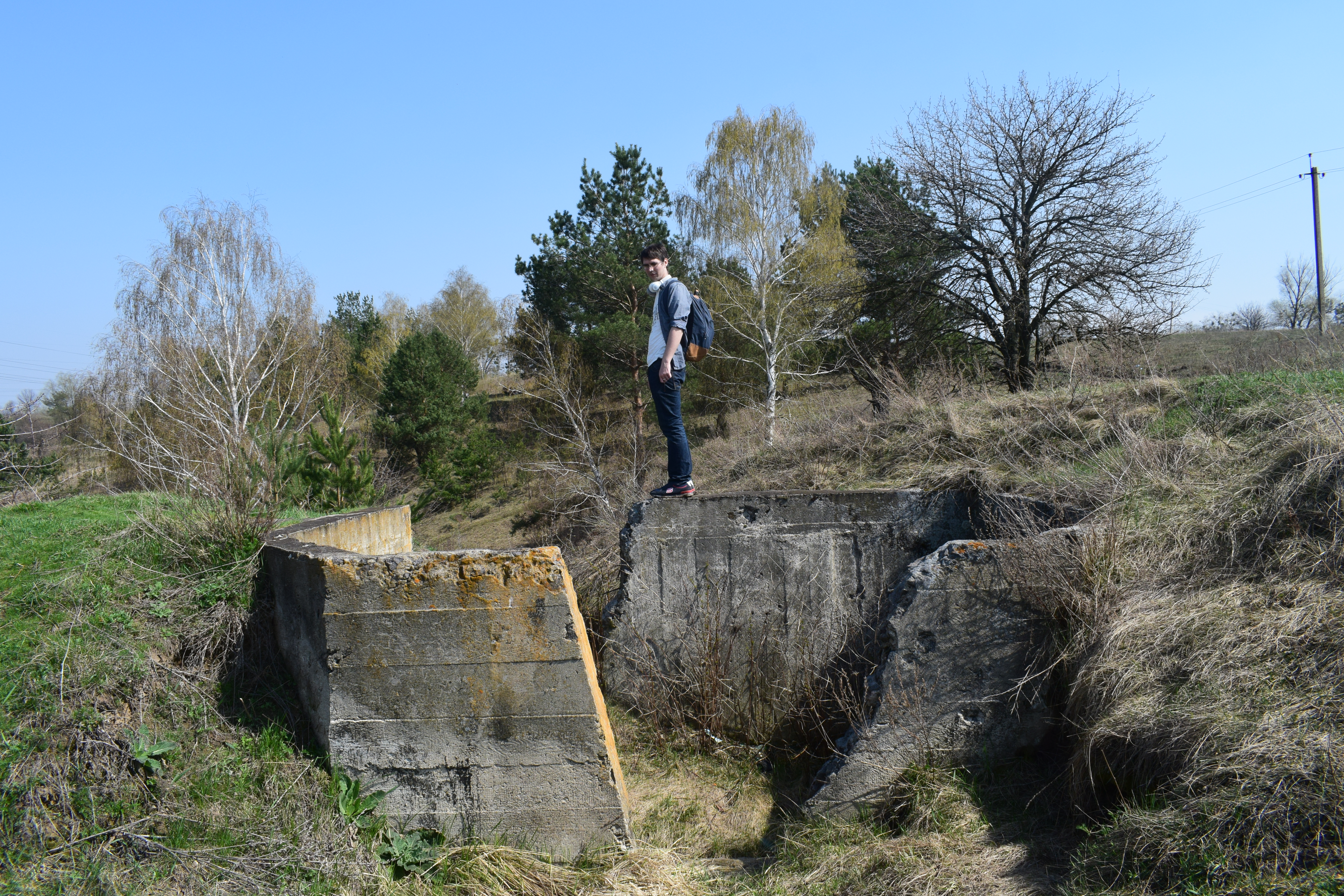
ТАУТ №207
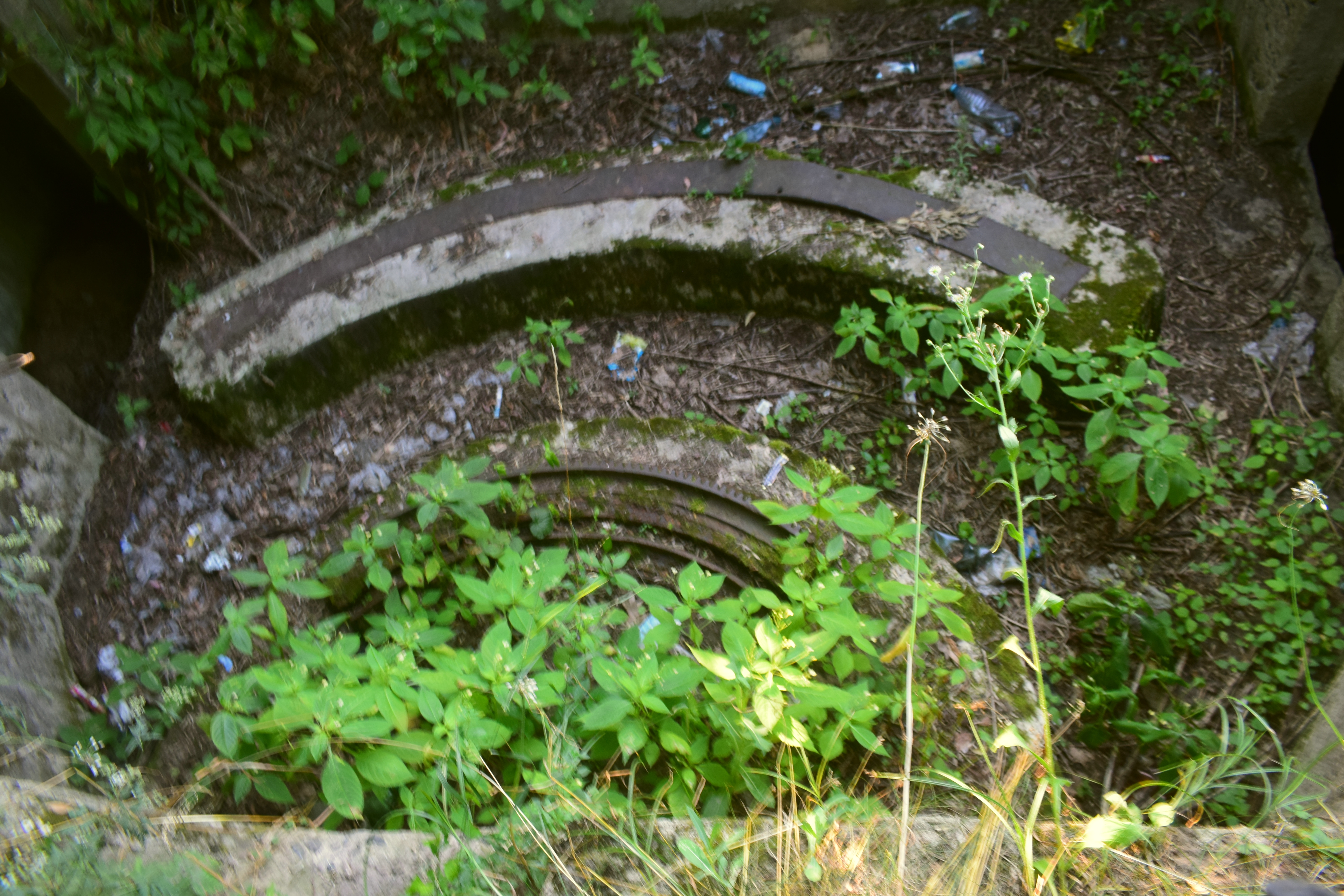
ТАУТ №231
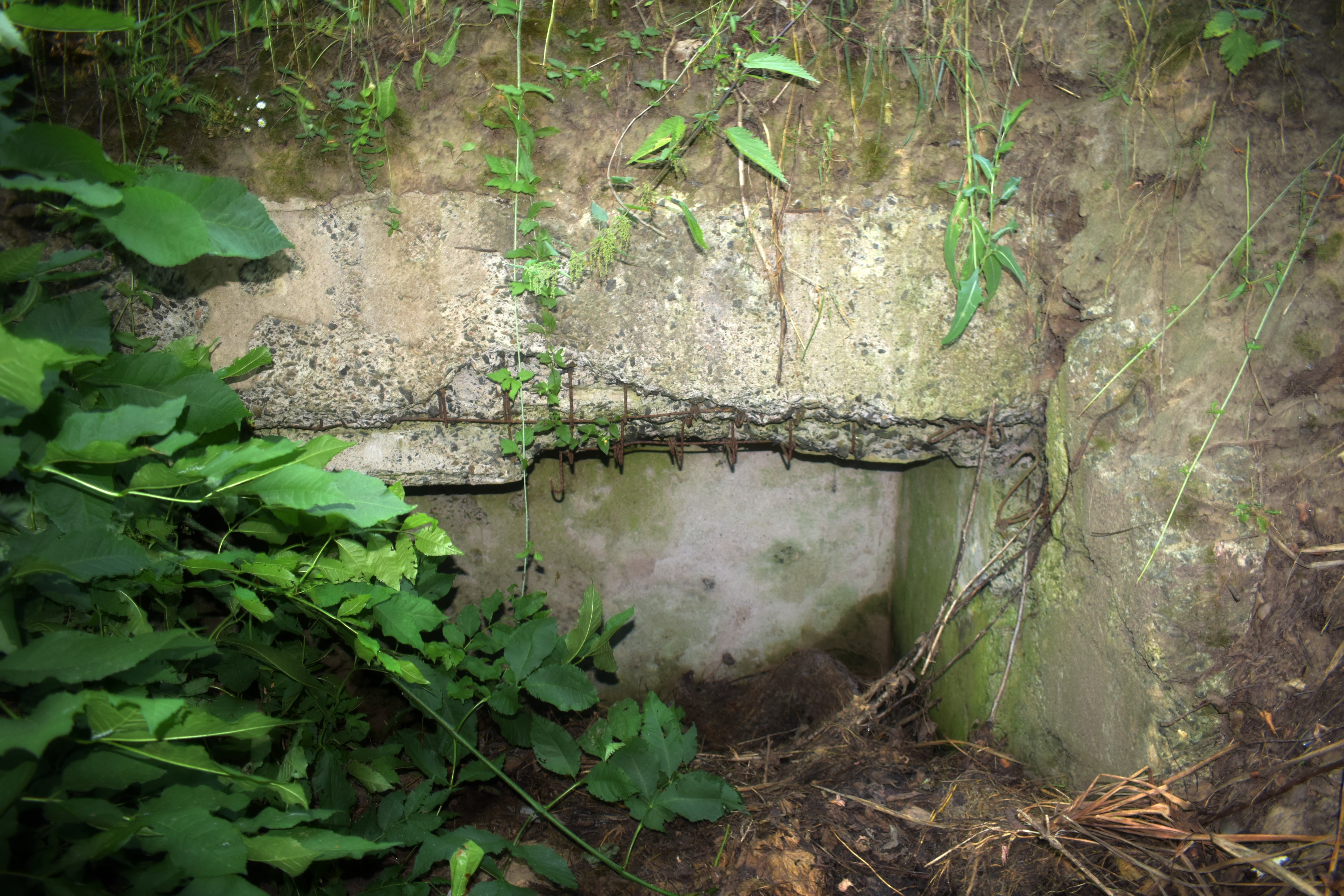
ТАУТ №232
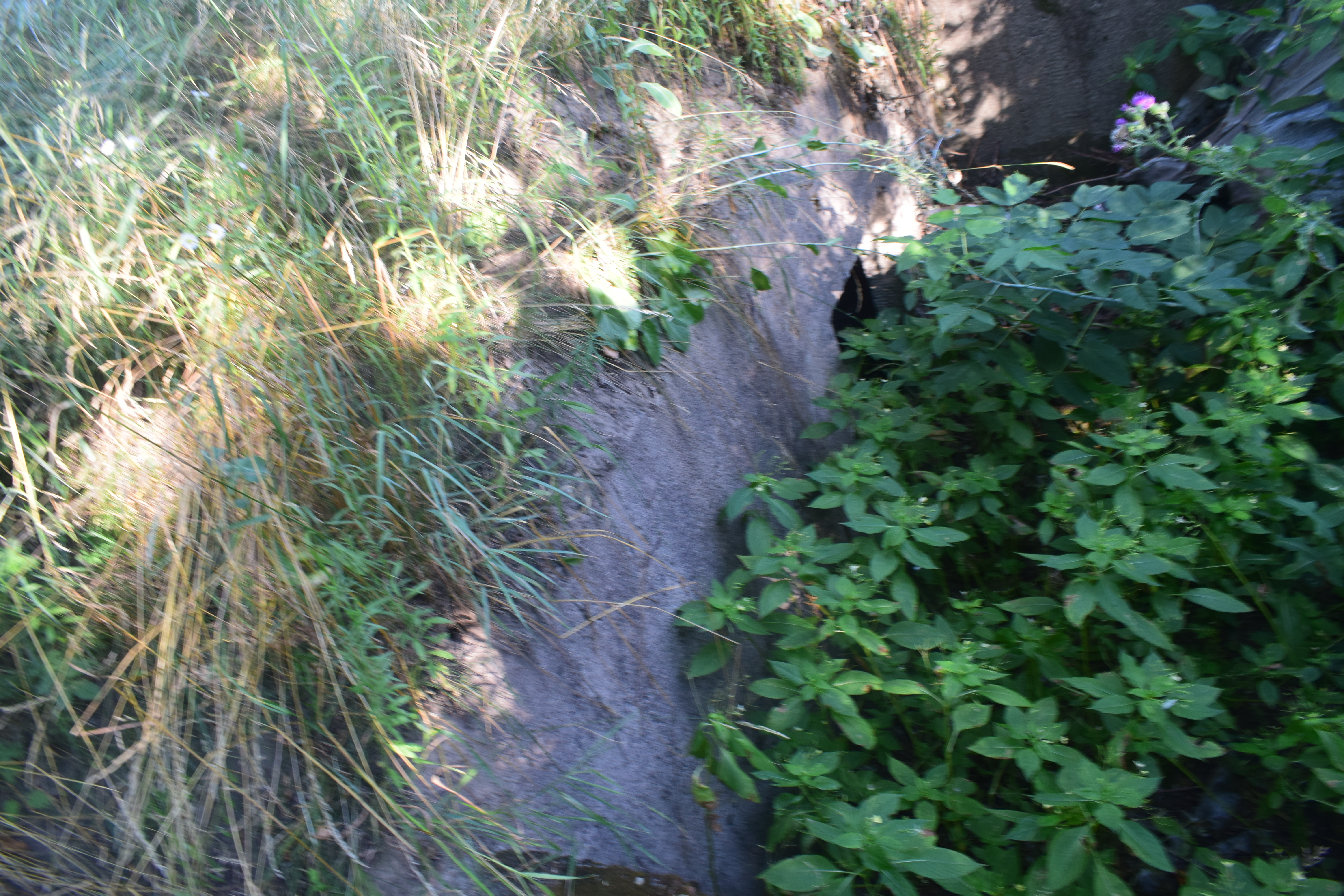
ТАУТ №233
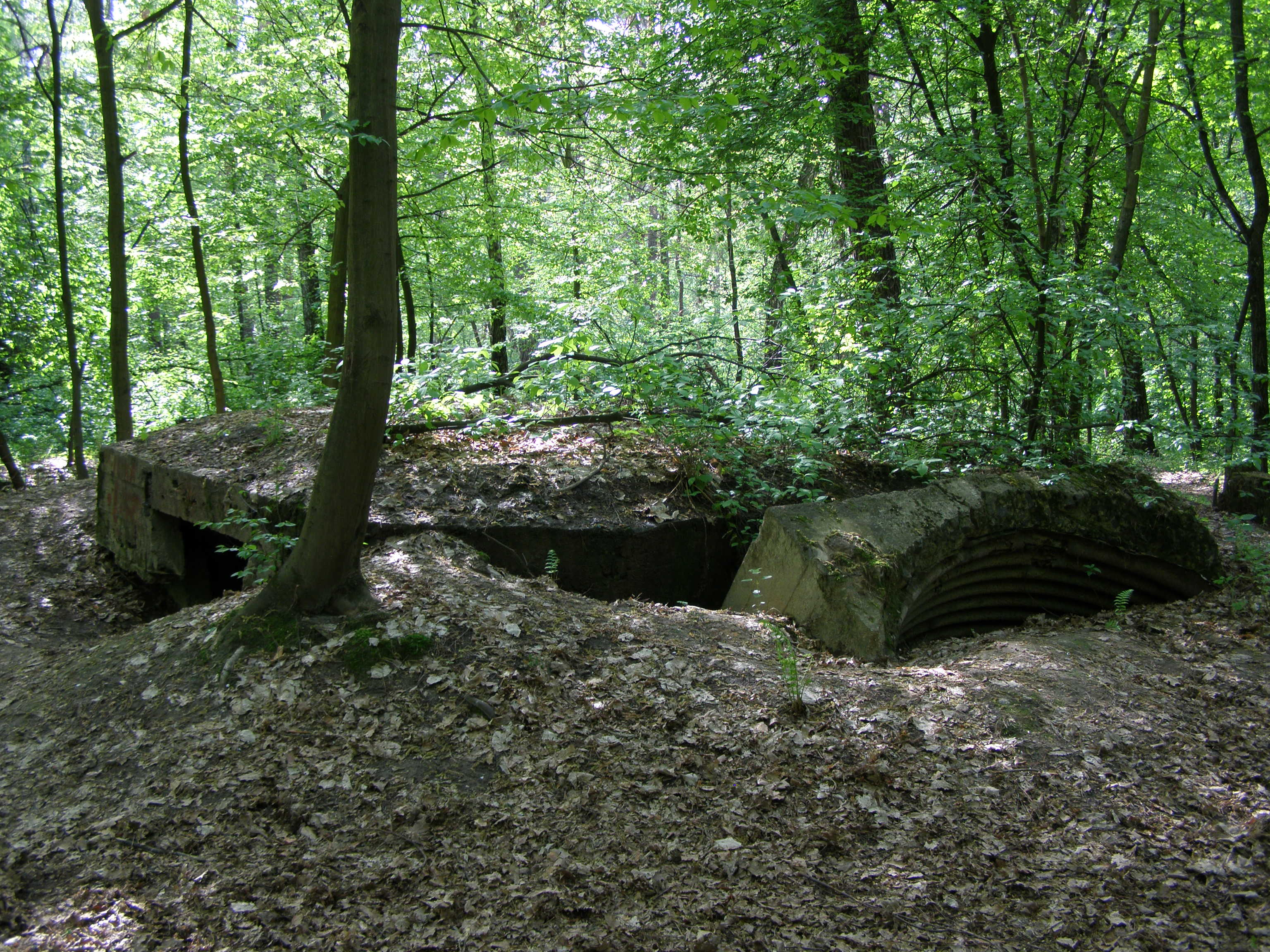
ТАУТ №405 с ж/б перекрытием